# Алкадиины
Алкадиины — органические соединения, содержащие две тройные связи углерод-углерод.
В зависимости от взаимного расположения тройных связей диины подразделяются на две группы:
1. Сопряженные диины, в которых тройные связи разделены одинарной (1,3-диины).
2. Диины с изолированными тройными связями, в которых тройные связи разделены несколькими одинарными.

Гетероаналоги диинов, в которых один из ненасыщенных углеродных атомов замещён гетероатомом, называются гетеродиинами.

Важными представителями являются: диацетилен (1,3-бутадиин), 1,3-пентадиин.